# Буддизм в Танзании
Будди́зм в Танза́нии — одна из распространённых на территории страны религиозных традиций. Буддистов в Африке не очень много, они сосредоточены в основном в Восточной и Южной Африке. Общины буддистов имеются в ЮАР, Буркина-Фасо, Камеруне, Кот-Д'Ивуаре, Кении, Гане, Мали, Сенегале, Танзании, Замбии, Зимбабве и Республике Конго. Основная масса буддистов Танзании — потомки иммигрантов из Южной и Восточной Азии. Буддизм в Танзании — религия меньшинства, количество буддистов в Танзании по разным данным составляет от 0,05 до 0,1 % населения этой страны.

## История
Буддисты появились на территории Танзании в первом тысячелетии нашей эры. Это были купцы из Индии и Цейлона. Однако массово буддисты появились в Танзании в колониальный период. Несмотря на то, что большинство иностранной рабочей силы в Танганьике, когда она была немецкой колонией, составляли выходцы из других частей Африки, в 1891 году Германская Восточно-Африканская компания наняла 491 рабочего из Сингапура (китайского и малайского происхождения) для работы на плантациях в Усамбаре. В 1915 году были наняты рабочие с Шри-Ланки, которые прибыли на работу в Дар-эс-Салам. Именно сингалы стали основателями первого буддийского храма в Африке в 1920 году. Объединившись они образовали «Сингальскую буддийскую ассоциацию», а затем попросили у колониального правительства Германской Восточной Африки участок земли для постройки храма. Вскоре были куплены два акра земли в центре города.
Семена дерева Бодхи были получены из Шри-Ланки и посажены в 1919 году.
Зал Ассоциации буддистов был построен на территории храма в 1927 году уже после того как 22 июля 1922 года Лига Наций передала мандат Великобритании на управление территорией Танганьики. В 1945 году ассоциация была официально зарегистрирована. В неё вошли не только буддисты Шри-Ланки, которые поддерживали строительство и содержание Зала Ассоциации, но также и мусульмане Шри-Ланки, христиане и индуисты, которые оказали поддержку в строительстве храма. Первым известным посетителем храма был буддийский монах Palane Vajiragnana Thero. В 1968 году «Сингальская буддийская ассоциация» изменила своё название на «Буддийская ассоциация» так как в неё вошли тайские, бирманские, китайские, африканские и другие буддисты.
В 1969 году, спустя несколько лет после того, как Танганьика и Занзибар получил независимость от Британской Империи и образовали единое государство Танзания, КНР согласилась предоставить финансовую и техническую помощь для строительства железной дороги. В августе 1969 года прибыла первая тысяча рабочих, в следующие пять лет прибыло ещё 20-30 тысяч китайцев. Большинство из них вернулись домой после истечения срока контракта, однако команды китайских специалистов продолжали работать на железнодорожной дороге вплоть до 2004 года. В те же годы Китай также направил советников на Занзибар для работы на другие проекты развития.
Начиная с 90-х годов XX века началась новая волна миграции из Китая и Южной, и Юго-Восточной Азии в Танзанию (см. также Китайцы в Танзании).

## Современное положение
Количество буддистов в Танзании составляет по разным данным от 10,2 до 60 тысяч человек, что составляет от 0,05 до 0,1 % населения этой страны.
Буддисты Танзании представлены рядом религиозных и общественных организаций. В городе Дар-эс-Салам есть храм и буддистский центр.
С 1996 года центр посылает танзанийских студентов в африканскую буддийскую семинарию, которая находится в храме Нань Хуа в ЮАР. В течение последних шести лет в Южную Африку было отправлено около 150 танзанийцев.